# Trichopterolophia bifuscomaculata
Trichopterolophia bifuscomaculata là một loài bọ cánh cứng trong họ Cerambycidae.